# Haut-commissariat du Canada à la Barbade
Le haut-commissariat du Canada à la Barbade est la représentation diplomatique du Canada auprès de la Barbade et des autres pays et territoires de la Caraïbe orientale. Ses bureaux sont situés dans la capitale barbadienne Bridgetown.

## Mission
Ce haut-commissariat est responsable des relations entre le Canada et la Barbade et offre des services aux Canadiens en sol barbadien. Sa mission s'étend aussi aux pays et territoires voisins de l'Organisation des États de la Caraïbe orientale : Antigua-et-Barbuda, la Dominique, la Grenade, Saint-Christophe-et-Niévès, Sainte-Lucie, Saint-Vincent-et-les-Grenadines, de même que trois territoires britanniques d'outre-mer (Anguilla, les îles Vierges britanniques et Montserrat). Elle offre aussi des services consulaires pour la Guadeloupe, la Martinique, Saint-Martin (France) et Saint-Martin (Pays-Bas).

## Histoire
Le Canada reconnaît l'indépendance de la Barbade le 30 novembre 1966 et accrédite son haut-commissaire à Trinité-et-Tobago comme haut-commissaire à la Barbade.
Lawrence Austin Hayne Smith devient le premier haut-commissaire résident le 27 septembre 1973.

## Ambassadeurs
Cette représentation diplomatique canadienne est dirigée par un chef de mission qui porte le titre de haut-commissaire, comme le veut la tradition au sein des pays mutuellement membres du Commonwealth.
| #   | Nom                         | Titre        | Nomination        | Lettres de créance | Fin de l'affectation |
| --- | --------------------------- | ------------ | ----------------- | ------------------ | -------------------- |
| 1er | James Russell McKinney      | H-C          | 8 décembre 1966   | 30 novembre 1966   | 19 juillet 1969      |
| 2e  | Gerald Anthony Rau          | H-C          | 8 juillet 1969    | 21 août 1969       | 24 juillet 1972      |
| 3e  | David Chalmer Reece         | H-C          | 23 mai 1972       | 28 août 1972       | 27 septembre 1973    |
| 4e  | Lawrence Austin Hayne Smith | H-C          | 24 juillet 1973   | 27 septembre 1973  | 5 novembre 1977      |
| 5e  | Trevor John Pinnacle        | H-C intérim. | 5 novembre 1977   | -                  | 18 janvier 1979      |
| 6e  | Allan Barclay Roger         | H-C          | 21 décembre 1978  | 18 janvier 1979    | 28 août 1983         |
| 7e  | Noble Edward Charles Power  | H-C          | 13 octobre 1983   | -                  | 31 octobre 1987      |
| 8e  | Arthur Robert Wright        | H-C          | 8 octobre 1987    | 9 novembre 1987    | 29 juillet 1990      |
| 9e  | Janet P. Zukowsky           | H-C          | 12 septembre 1990 | 8 octobre 1990     | -                    |
| 10e | Colleen Swords              | H-C          | 12 juillet 1994   | 31 août 1994       | -                    |
| 11e | Duane van Beselaere         | H-C          | 30 octobre 1997   | 19 novembre 1997   | 11 août 2000         |
| 12e | Sandelle D. Scrimshaw       | H-C          | 26 juillet 2000   | 13 septembre 2000  | -                    |
| 13e | Michael Welsh               | H-C          | 9 août 2004       | -                  | -                    |
| 14e | David Marshall              | H-C          | 13 août 2007      | -                  | -                    |
| 15e | Ruth Archibald              | H-C          | 16 juin 2009      | -                  | -                    |
| 16e | Richard Hanley              | H-C          | 11 octobre 2012   | -                  | juillet 2016         |
| 17e | Marie Legault               | H-C          | 18 juillet 2016   | 20 septembre 2016  | octobre 2020         |
| 18e | Lilian Chatterjee           | H-C          | 29 octobre 2020   | 19 mai 2021        | -                    |